# 꼭대기 쿼크
꼭대기 쿼크(영어: top quark, 기호: t) 혹은 진리 쿼크(truth quark)는 기본 입자 중 가장 무거우며, 전하는 +⁠2/3⁠ e이고 정지 질량은 172.44 ± 0.13 (stat) ± 0.47 (syst)GeV/c2으로, 텅스텐 원자와 비슷하다. 다른 쿼크와 마찬가지로, 꼭대기 쿼크는 스핀이 ⁠1/2⁠인 기본 페르미온이며, 4가지의 기본 상호작용의 영향을 받는다:중력, 전자기력, 약한 상호작용, 강한 상호작용. 꼭대기 쿼크의 반입자는 꼭대기 쿼크에서 전하와 같은 일부 특성이 크기는 같고 부호가 반대인 꼭대기 반쿼크(종종 반 꼭대기 쿼크라고도 불린다)이다.
꼭대기 쿼크는 주로 강한 상호작용을 하지만, 붕괴될 때는 약력을 통해 상호작용 한다. 꼭대기 쿼크는 W 보손과 바닥 쿼크 (거의 대부분)나 기묘 쿼크, 혹은 가장 드물지만 아래 쿼크로 붕괴한다. 표준 모형에서 예측한 평균 수명은 약 5×10−25 s이다. 이 수명은 강한 상호작용을 하기 위한 시간의 약 20분의 1에 불과하기 때문에, 강입자를 형성하지 않아서 유일하게 물리학자들이 "맨" 쿼크를 연구할 여지를 남긴다(다른 모든 쿼크는 강입자화한다. 즉, 서로 결합하여 강입자를 형성하고, 그러한 형태로만 관측된다는 것을 의미한다). 질량이 매우 큰 관계로, 꼭대기 쿼크의 특성은 특정한 표준 모형의 연장선상에서 힉스 보손의 질량을 예측할 수 있게 해준다(하단의 질량과 힉스 보손과의 관계 참고). 그렇기 때문에, 꼭대기 쿼크는 다른 대체 이론과의 차이를 벌리기 위해 대량으로 연구되었다.
꼭대기 쿼크(와 바닥 쿼크)의 존재는 1973년에 고바야시 마코토와 마스카와 도시히데가 케이온 붕괴의 CP 대칭성 깨짐을 설명하기 위해서 제안했고, 1995년에 페르미 국립 가속기 연구소의 CDF(Collider Detector at Fermilab)와 DØ 실험에서 발견되었다. 고바야시와 마스카와는 쿼크 3세대인 꼭대기 쿼크와 바닥 쿼크를 예측한 공로로 2008년 노벨 물리학상을 수상하였다.

## 역사
1973년에 고바야시 마코토와 마스카와 도시히데는 케이온 붕괴에서 괸측된 CP 대칭성 깨짐을 설명하기 위해 쿼크 3세대의 존재를 예측하였다. 꼭대기와 바닥이라는 이름은 1975년에 하임 하라리
가 약한 아이소스핀 이중항를 이루는 '위'와 '아래'의 원소인 것을 반영하기 위해 쿼크 1세대 (위와 아래)의 이름과 맞춰 지었다. 꼭대기 쿼크는 과거에는 종종 진리 쿼크라고도 불렸었지만, 시간이 지나면서 꼭대기 쿼크가 우세하게 사용되었다.
고바야시와 마스카와는 셸던 리 글래쇼, 이오아니스 일리오풀로스 그리고 루차노 마이아니가 도입해서 당시 관측되지 않았었던 맵시 쿼크의 존재를 예견했던 GIM 메커니즘에 크게 의존했다.. 1974년 11월에 브룩헤이븐 국립 연구소 (BNL)과 스탠퍼드 성형 가속기 센터 (SLAC)의 팀이 동시에 J/ψ 중간자의 발견을 알렸으며, 곧 이 입자가 비어있던 맵시 쿼크와 그 반쿼크들의 제한 상태인 것을 식별하였다. 이 발견은 GIM 메커니즘이 표준 모형의 일부가 되게 하였다. GIM 메커니즘을 받아들여서, 고바야시와 마스카와의 예측 또한 신뢰성을 얻었다. 이들의 주장은 SLAC에서 마틴 펄이 이끄는 팀이 1974년에서 1978년 사이에 타우 입자를 발견함으로 더 강화되었다. 이는 경입자 3세대를 알려, GIM 메커니즘이 만든 경입자와 쿼크 간의 새로운 대칭을 깼다. 대칭을 복구하려면 다섯 번째와 여섯 번째 쿼크를 새로 추가해야 한다.
사실 다섯 번째 쿼크가 발견되기까지는 그렇게 오래 되지 않았다. 다섯 번째 쿼크는 바닥 쿼크로, 1977년에 페르미 국립 가속기 연구소의 리언 레더먼이 이끄는 E288 실험팀에 의해 발견되었다. 다섯 번째 쿼크는 쌍을 이루기 위해서는 여섯 번째 쿼크인 꼭대기 쿼크가 있어야만 한다는 강력한 증거가 되었다. 이 쿼크는 바닥 쿼크보다 더 무거울 수 있다는 것이 알려져 있어서 입자 충돌에서 더 큰 에너지가 필요하지만, 여섯 번째 쿼크도 금방 찾을 것이라고 예상하고 있었다. 하지만 꼭대기 쿼크의 존재가 확인될 때까지는 그 후로 18년이 걸렸다.
SLAC과 (함부르크의)DESY의 꼭대기 쿼크를 찾기 위한 초기 연구는 별다른 성과가 나타나지 않았었다. 80년대 초에 CERN의 슈퍼 양성자 싱크로트론(SPS)에서 W 보손과 Z 보손이 발견되었을 때, 꼭대기 쿼크의 발견도 머지않았다고 느꼇었다. SPS가 페르미 국립 가속기 연구소의 테바트론과 경쟁이 있었을 때에도 여전히 사라진 입자의 흔적은 없었고, CERN 그룹은 꼭대기 쿼크의 질량은 적어도 41 GeV/c2이라고 밝혔다. CERN과 페르미 국립 가속기 연구소 간의 꼭대기 쿼크를 찾기 위한 경쟁이 진행되고 있었을 때, CERN의 가속기는 꼭대기 쿼크를 한 번도 만들지 못하고 한계에 도달했고, 꼭대기 쿼크의 질량의 하한선이 77 GeV/c2로 올라갔다.
테바트론은 (2009년 CERN의 LHC가 가동하기 전까지는) 꼭대기 쿼크를 만들 수 있는 유일한 강입자 충돌기였다. 추후의 발견을 위해, (이미 가지고 있는 양성자 반 양성자 충돌 실험 그룹 (CDF) 외에도) 두 번째 검출기인 DØ 검출기가 단지에 추가되었다. 1992년 10월, 두 그룹은 꼭대기 쿼크에 대한 첫 번째 단서로, 꼭대기 쿼크를 지니는 것처럼 보이는 입자가 생성된 것을 발견했다. 그 다음 해에 더 많은 증거들이 발견되었고 1994년 4월 22일에 CDF 그룹은 질량이 약 175 GeV/c2 정도인 꼭대기 쿼크의 존재에 대한 실험적 증거를 나타내는 논문을 제출했다. 반면에, DØ는 1992년의 아이디어 제시 이외에는 별다른 진전이 없었다. 일 년 뒤인 1995년 5월 2일에 더 많은 증거와 DØ 데이터의 (더 가벼운 꼭대기 쿼크를 찾으려 한)재분석을 얻어서 두 그룹은 공동으로 질량이 176±18 GeV/c2인 꼭대기 쿼크의 발견을 발표했다.
꼭대기 쿼크가 발견된 지 일 년 뒤, 전약 벡터 보손 질량과 관계의 특정 정밀 측정은 꼭대기 쿼크의 질량에 매우 민감하다는 것을 알았다. 이 효과는 꼭대기 쿼크의 질량이 더 커질 수록 이 효과는 더 커지므로 그 당시 어떤 실험이든지 직접적으로 검출될 수 없더라도 간접적으로 꼭대기 쿼크를 볼 수 있다. 꼭대기 쿼크 질량으로 인한 큰 효과는 T 변수에 달려 있고 1994년의 측정 비정밀도를 통해 꼭대기 쿼크의 질량을 145 GeV/c2와 185 GeV/c2 사이로 추정할 수 있다. 이는 그러한 정밀한 계산을 가능하게 한 기술의 발전으로, 헤라르뒤스 엇호프트와 마르티뉘스 펠트만은 이로 인해 1999년 노벨 물리학상을 수상했다.

## 특성
- 마지막 테바트론 에너지는 1.96TeV로, 꼭대기-반 꼭대기 쿼크 쌍이 7 피코반(pb)의 단면적으로 생성되었다.[21] (차선도항이 mt = 175 GeV/c2인)표준 모형의 예측은 6.7–7.5 pb이다.
- 꼭대기 쿼크 붕괴에서 나온 W 보손은 모 입자의 극성을 전달하므로, 꼭대기 쿼크 붕괴의 특수한 지표가 된다.
- 표준 모형에서 꼭대기 쿼크의 스핀 수는 1⁄2로, 전하는 +2⁄3으로 예측되었다. 꼭대기 쿼크의 첫 번째 측정이 발견되었을 때, 약 90%의 신뢰도로 꼭대기 쿼크의 전하는 정말로 +2⁄3이다.[22]

## 생성
꼭대기 쿼크가 매우 무겁기 때문에, 생성시키기 위해서는 큰 에너지가 든다. 이렇게 큰 에너지에 도달하기 위한 유일한 방법은 고에너지 충돌을 한 방법이다. 이는 지구의 대기권 외부에서 우주선이 공기의 입자와 충돌할 때 자연적으로 일어나거나, 입자 가속기에서 생성시킬 수 있다. 2011년에 테바트론이 가동 중지된 이후, CERN의 대형 강입자 충돌기가 7 TeV의 질량 중심 에너지로, 꼭대기 쿼크를 생성하기에 충분한 에너지를 가진 유일한 가속기이다. 꼭대기 쿼크를 생성할 수 있는 방법은 여럿 있지만, 개념적으로 두 카테고리로 분류할 수 있다.

### 꼭대기 쿼크 쌍
가장 흔한 것은 강한 상호작용을 통한 꼭대기-반 꼭대기 쌍생성이다. 입자 충돌에서, 고에너지 글루온이 생성되어 바로 꼭대기-반 꼭대기 쌍으로 붕괴한다. 이 과정은 테바트론에서 일어나는 꼭대기 쿼크의 생성 과정의 대다수를 차지하고 1995년에 꼭대기 쿼크가 가장 먼저 발견되었을 때 일어난 과정이였다. 꼭대기-반 꼭대기 쌍생성은 중간체인 광자나 Z 보손이 붕괴하면서 일어날 수도 있다. 하지만 이런 과정은 훨씬 더 드물고 테바트론과 같은 입자 가속기내에서 실험적인 결과가 시각적으로 동일하다.

### 꼭대기 쿼크 단독
또 다른 방법은 약한 상호작용을 통한 꼭대기 쿼크의 단독 생성이다. 이는 여러 가지 방법으로 일어날 수 있다(경로(channel)라고 불린다): 중간체인 W 보손이 꼭대기 쿼크와 반 바닥 쿼크로 붕괴("s-경로")하거나 (아마 글루온의 붕괴에서 쌍으로 생성된) 바닥 쿼크가 위나 아래 쿼크와 W 보손을 교환해서 꼭대기 쿼크로 바뀔("t-경로") 수 있다. 꼭대기 쿼크는 단독으로 초기 상태의 바닥 쿼크에서 W 보손과 함께 생성("tW-channel")될 수 있다. 이 과정의 첫 번째 증거는 2006년 12월에 DØ 공동 연구, 2009년 5월에 CDF 그리고 DØ 공동 연구에서 이러한 과정의 결정적인 관측을 담은 논문이 발표되었다. 이 생성 과정을 측정하는 것의 중요한 점은 이 과정의 빈도가 CKM 행렬의 요소 | Vtb |2에 직접적으로 비례하기 때문이다.

## 붕괴

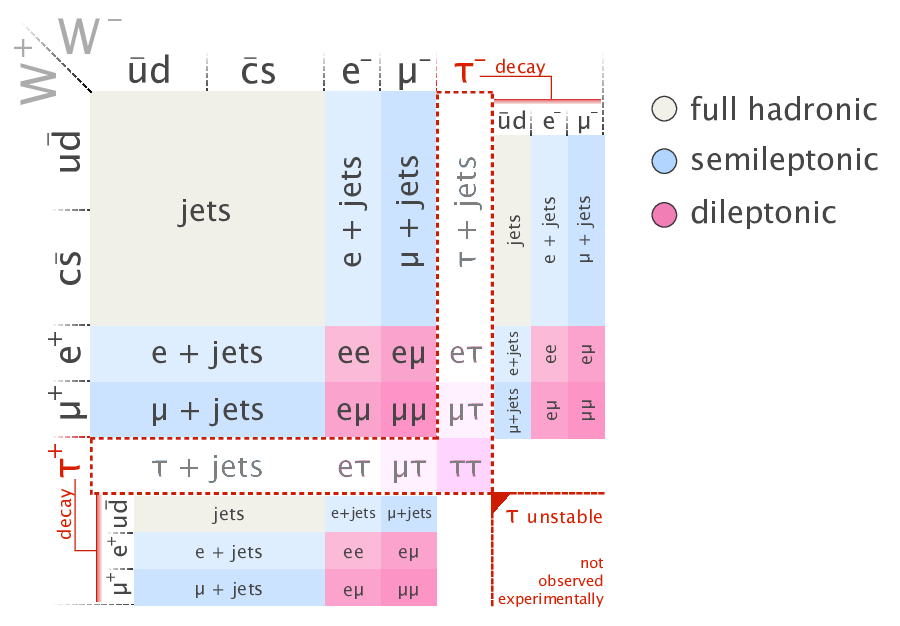
꼭대기 쿼크 쌍의 붕괴의 가능한 모든 최종 상태

엄청난 질량 때문에, 꼭대기 쿼크는 예측된 수명이 겨우 5×10−25 s로 극단적으로 수명이 짧다. 그 결과로, 꼭대기 쿼크는 다른 쿼크처럼 강입자를 형성하기 전에 붕괴해서, 물리학자들이 "맨" 쿼크를 연구 할 유일한 기회를 제공한다. 꼭대기 쿼크가 붕괴하는 유일하게 알려진 방법은 약한 상호작용을 통해서 W 보손과 아래 종류 쿼크(아래, 기묘, 혹은 바닥 쿼크)를 생성하는 것이다.
특히, 갈래비  Γ(W+b) / Γ(W+q (q = b,s,d))를 직접적으로 결정할 수 있다. 현재까지 이 비의 최선의 값은 0.91±0.04이다. 표준모형에 따라 이 값이 | Vtb |2과 같기 때문에, CKM 원소 | Vtb |를 결정하는 다른 방법을 주거나 꼭대기 쿼크 단독 생성에서 | Vtb |의 결정 조합은 CKM 행렬이 유일하다는 가정에 대한 테스트를 제공한다.
또한 표준 모형은 더 이국적인 붕괴를 가능하게 하지만 한 루프 수준으로 극히 제한된다. 특히, 꼭대기 쿼크가 광자나 Z 보손을 방출하고 다른 위 종류 쿼크(위나 맵시 쿼크)로 붕괴할 수 있다. 이러한 이국적인 붕괴 형태의 연구들은 표준 모형의 예측과 일치하는 증거들을 찾지 못 했다. 이 붕괴의 갈래비는 신뢰도 95%로 광자 붕괴 1,000 번 중 5.9 번 미만, Z 보손 붕괴 1,000 번 중 2.1 번 미만으로 확인되었다.

## 질량과 힉스 보손과의 관계
표준 모형은 페르미온의 질량을 힉스 메커니즘으로 설명한다. 힉스 보손은 왼손형, 오른손형 꼭대기 쿼크와 유카와 상호작용을 갖는다. 전약 대칭이 깨진 뒤(힉스 보손이 진공 기댓값을 얻었을 때), 왼손형, 오른손형 원소가 섞여서 질량 항이 되었다.
{\displaystyle {\mathcal {L}}=y_{\text{t}}hqu^{c}\rightarrow {\frac {y_{\text{t}}v}{\sqrt {2}}}(1+h^{0}/v)uu^{c}}
꼭대기 쿼크 유카와 결합 상수의 값은 다음과 같다:
{\displaystyle y_{\text{t}}={\sqrt {2}}m_{\text{t}}/v\simeq 1}
이 때 v = 246 GeV는 힉스 진공 기댓값이다.

### 유카와 결합 상수
표준 모형에서, 모든 쿼크와 렙톤 유카와 결합 상수는 꼭대기 쿼크 유카와 결합 상수에 비하면 작다. 페르미온 질량에서 이 계층을 이해하는 것은 이론 물리학의 미해결 문제이다. 유카와 결합 상수는 상수가 아니고 측정된 에너지 척도 (거리 척도)에 따라 변한다. 유카와 결합 상수의 역학은 재규격화군 방정식에 의해 결정된다.
입자 물리학자에게서 퍼져 있는 시각 중 하나는 꼭대기 쿼크의 유카와 결합 상수의 크기가 "준 적외고정점"을 따르는 재규격화군에 의해 결정된다는 것이다.
위, 아래, 맵시, 기묘, 그리고 바닥 쿼크의 유카와 결합 상수는 매우 높은 대통일 에너지 규모 1015 GeV에서 작은 값을 갖도록 가정되었다. 힉스에 의해 쿼크의 질량이 생성되는 낮은 에너지 수준에서 그 값이 증가한다. 미묘한 성장은 QCD 결합 상수에 의한  교정에 의한 것이다. 유카와 결합 상수에 의한 교정은 작은 질량의 쿼크에서는 무시할 만 하다.
하지만 만약 쿼크 유카와 결합 상수가 매우 큰 에너지에서 큰 값을 가질 경우, 그 유카와 교정이 개입하게 되어 QCD 교정을 상쇠시킨다. 이는 (준-)적외고정점으로 알려져 있다. 결합 상수의 초기 값이 어떻든지, 만약 그 값이 충분히 크다면 고정점에 도달한다. 그러면 대응하는 쿼크의 질량은 예측할 수 있다.
꼭대기 쿼크의 유카와 결합 상수는 표준 모형의 적외부동점에 매우 가까이 있다. 재규격화군 방정식은 다음과 같다:
{\displaystyle \mu {\frac {\partial }{\partial \mu }}y_{\text{t}}\approx {\frac {y_{\text{t}}}{16\pi ^{2}}}\left({\frac {9}{2}}y_{\text{t}}^{2}-8g_{3}^{2}-{\frac {9}{4}}g_{2}^{2}-{\frac {17}{20}}g_{1}^{2}\right),}
여기서 g3는 색 게이지 결합 상수이고, g2는 약한 아이소스핀 게이지 결합 상수이며, g1은 약한 초전하 게이지 결합 상수이다. 이 방정식은 유카와 결합 상수가 에너지 수준 μ과 변하는 것을 설명한다. 큰 초기값 yt에서 이 방정식의 해는 방정식의 우변항을 빠르게 0으로 보내서 yt을 QCD 결합 상수 g3으로 제한한다. 고정점의 값은 표준 모형에서 꽤 정확하게 정해져 있어서 꼭대기 쿼크의 질량을 230 GeV으로 정한다. 하지만 힉스 이중항이 하나 이상 있다면, 질량 값은 예측하지 못한 방법으로 힉스 섞임각 효과에 의해 감소된다.
In the 표준 모형의 최소 초대칭 확장 (MSSM)에서, 힉스 이중항이 둘 있고 꼭대기 쿼크 유카와 결합 상수의 재규격화군 발정식은 약간 수정되었다:
{\displaystyle \mu {\frac {\partial }{\partial \mu }}y_{\text{t}}\approx {\frac {y_{\text{t}}}{16\pi ^{2}}}\left(6y_{\text{t}}^{2}+y_{\text{b}}^{2}-{\frac {16}{3}}g_{3}^{2}-3g_{2}^{2}-{\frac {13}{15}}g_{1}^{2}\right),}
이 때, yb는 바닥 쿼크 유카와 결합 상수이다. 이는 꼭대기 쿼크의 질량이 170–200 GeV으로 더 작은 고정점으로 이끈다. 이 예측은 바닥 쿼크 유카와 결합 상수는 MSSM에서 커질 수 있기 때문에 불확실성이 제기된다. 일부 이론가는 이것이 MSSM의 증거라고 믿는다.
준-적외고정점은 따라서 힉스 보손이 극단적으로 가까운 꼭대기-반 꼭대기 쿼크 쌍으로 이루어져 있다고 하는 전약 대칭 깨짐의 꼭대기 쿼크 응집 이론의 근간을 형성한다.

## 같이 보기
- CDF 실험
- 쿼크 모형
- 꼭대기 쿼크 응집

## 추가 문헌
- Frank Fiedler; for the D0; CDF Collaborations (June 2005). “Top Quark Production and Properties at the Tevatron”. arXiv:hep-ex/0506005.
- R. Nave. “Quarks”. 《HyperPhysics》. Georgia State University, Department of Physics and Astronomy. 2008년 6월 29일에 확인함.
- A. Pickering (1984). 《Constructing Quarks》. University of Chicago Press. 114–125쪽. ISBN 978-0-226-66799-7.